# Marco Soldi
 (octobre 2018).
Si vous disposez d'ouvrages ou d'articles de référence ou si vous connaissez des sites web de qualité traitant du thème abordé ici, merci de compléter l'article en donnant les références utiles à sa vérifiabilité et en les liant à la section « Notes et références ».
Marco Soldi (né le 6 octobre 1957 à Rome) est un dessinateur de bande dessinée italien qui travaille depuis le début des années 1990 pour Sergio Bonelli notamment sur Julia et Dylan Dog.

## Récompenses et distinctions
- 2001 : Prix Micheluzzi de la meilleure série pour Julia (avec Giancarlo Berardi)
- 2011 : Prix Haxtur de la meilleure couverture pour Julia, t. 2